# فهرست قنات‌های شهرستان شوط
جدول زیر براساس آمار وزارت جهاد کشاورزی تهیه شده‌است. فهرست زیر قنات‌های شهرستان شوط در استان آذربایجان غربی را نشان می‌دهد.
| نام قنات      | موقعیت                      | نزدیک‌ترین روستا | طول قنات (متر) | تعداد میله چاه | عمق مادر چاه | دبی (لیتر بر ثانیه) | سطح زیر کشت (هکتار) |
| ------------- | --------------------------- | --------------- | -------------- | -------------- | ------------ | ------------------- | ------------------- |
| آق کهریز      | بخشی نامعلوم در شهرستان شوط | مرگن قدیم       | ۶۷۰            | ۰              | ۰            | ۱                   | ۴۹                  |
| اشاقی کهریز   | بخشی نامعلوم در شهرستان شوط | تیمورآباد       | ۱۳۰۰           | ۰              | ۰            | ۱٫۷۹۹۹۹۹۹۵۲۳۱۶۲۸    | ۶۰                  |
| اغبلاغ کهریزی | بخشی نامعلوم در شهرستان شوط | اغبلاغ          | ۶۰             | ۰              | ۰            | ۰٫۵                 | ۳۳                  |
| امیرکهریزی    | بخشی نامعلوم در شهرستان شوط | صوفی            | ۳۰۰            | ۰              | ۰            | ۱                   | ۶۵                  |
| اورتاکهریز    | بخشی نامعلوم در شهرستان شوط | مرگن قدیم       | ۵۰۰            | ۰              | ۰            | ۰٫۸۹۹۹۹۹۹۷۶۱۵۸۱۴۲   | ۳۸                  |
| بوغلی کهریز   | بخشی نامعلوم در شهرستان شوط | کندال           | ۸۰۰            | ۰              | ۰            | ۱                   | ۵۰                  |
| حسن بیک       | بخشی نامعلوم در شهرستان شوط | تیمورآباد       | ۱۰۰۰           | ۰              | ۰            | ۱٫۵                 | ۹۰                  |
| خیردا کهریز   | بخشی نامعلوم در شهرستان شوط | مرگن وسط        | ۱۱۰۰           | ۰              | ۰            | ۰٫۶۹۹۹۹۹۹۸۸۰۷۹۰۷۱   | ۸۰                  |
| ملاکهریز      | بخشی نامعلوم در شهرستان شوط | تیمورآباد       | ۱۲۰۰           | ۰              | ۰            | ۱٫۵                 | ۶۰                  |
| منصورلو       | بخشی نامعلوم در شهرستان شوط | صوفی            | ۱۲۰۰           | ۰              | ۰            | ۰٫۶۰۰۰۰۰۰۲۳۸۴۱۸۵۸   | ۵۳                  |
| میرزااباد     | بخشی نامعلوم در شهرستان شوط | مرگن وسط        | ۸۵۰            | ۰              | ۰            | ۱٫۱۰۰۰۰۰۰۲۳۸۴۱۸۶    | ۸۵                  |
| کندکهریز      | بخشی نامعلوم در شهرستان شوط | کندال           | ۷۰۰            | ۰              | ۰            | ۱                   | ۶۰                  |
| کندکهریز      | بخشی نامعلوم در شهرستان شوط | تیمورآباد       | ۱۰۰۰           | ۰              | ۰            | ۱٫۵                 | ۸۰                  |
| کندکهریزی     | بخشی نامعلوم در شهرستان شوط | قره زمین        | ۴۵۰            | ۰              | ۰            | ۱٫۲۰۰۰۰۰۰۴۷۶۸۳۷۲    | ۸۳                  |
| کندکهریزی     | بخشی نامعلوم در شهرستان شوط | باشکهریز        | ۳۰۰            | ۰              | ۰            | ۱                   | ۴۸                  |
| کندکهریزی     | بخشی نامعلوم در شهرستان شوط | سلیمان کندی     | ۲۸۵            | ۰              | ۰            | ۰٫۴۰۰۰۰۰۰۰۵۹۶۰۴۶۴   | ۳۲                  |
| کندکهریزی     | بخشی نامعلوم در شهرستان شوط | تازه کند        | ۴۴۰            | ۰              | ۰            | ۱                   | ۷۳                  |
| کندکهریزی     | بخشی نامعلوم در شهرستان شوط | ایشکه سو        | ۳۱۰            | ۰              | ۰            | ۰٫۴۰۰۰۰۰۰۰۵۹۶۰۴۶۴   | ۳۰                  |
| کندکهریزی     | بخشی نامعلوم در شهرستان شوط | عزیزکندی        | ۲۲۰            | ۰              | ۰            | ۱                   | ۵۰                  |
| کندکهریزی     | بخشی نامعلوم در شهرستان شوط | طوره            | ۷۵۰            | ۰              | ۰            | ۰٫۸۰۰۰۰۰۰۱۱۹۲۰۹۲۹   | ۷۱                  |
| کوک کهریز     | بخشی نامعلوم در شهرستان شوط | تیمورآباد       | ۹۰۰            | ۰              | ۰            | ۱٫۲۰۰۰۰۰۰۴۷۶۸۳۷۲    | ۵۰                  |